# Sidskogssjön
Sidskogssjön är en sjö i Ljusdals kommun i Hälsingland och ingår i Ljusnans huvudavrinningsområde. Sjön är 9,8 meter djup, har en yta på 1,23 kvadratkilometer och befinner sig 272,1 meter över havet. Sjön avvattnas av vattendraget Sidskogsbäcken. Största tillflödet är Svartbäcken.

## Delavrinningsområde
Sidskogssjön ingår i det delavrinningsområde (682987-150303) som SMHI kallar för Utloppet av Sidskogssjön. Medelhöjden är 298 meter över havet och ytan är 6,55 kvadratkilometer. Det finns ett avrinningsområde uppströms, och räknas det in blir den ackumulerade arean 20,85 kvadratkilometer. Svartbäcken som avvattnar avrinningsområdet har biflödesordning 3, vilket innebär att vattnet flödar genom totalt 3 vattendrag innan det når havet efter 97 kilometer. Avrinningsområdet består mestadels av skog (69 procent). Avrinningsområdet har 1,23 kvadratkilometer vattenytor vilket ger det en sjöprocent på 18,8 procent.